# Schiste

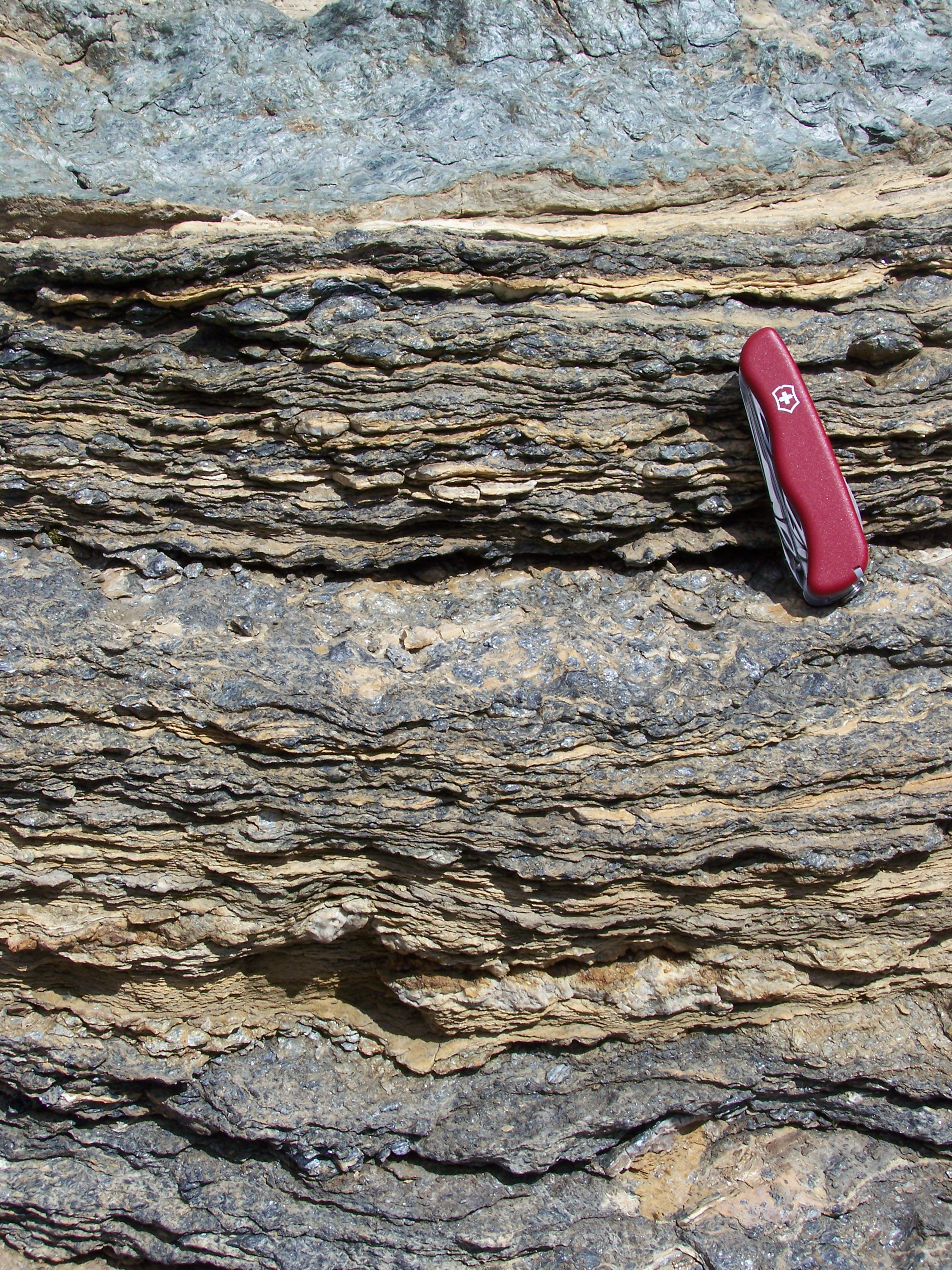
Schistes.

Un schiste est une roche qui a pour particularité d'avoir un aspect feuilleté et de se débiter en plaques fines ou « feuillets rocheux » : on dit qu'elle présente une schistosité. Il peut s'agir d'une roche sédimentaire argileuse ou d'une roche métamorphique. Quand celle-ci est purement sédimentaire, les géologues préfèrent utiliser les termes argilite et « shale ».

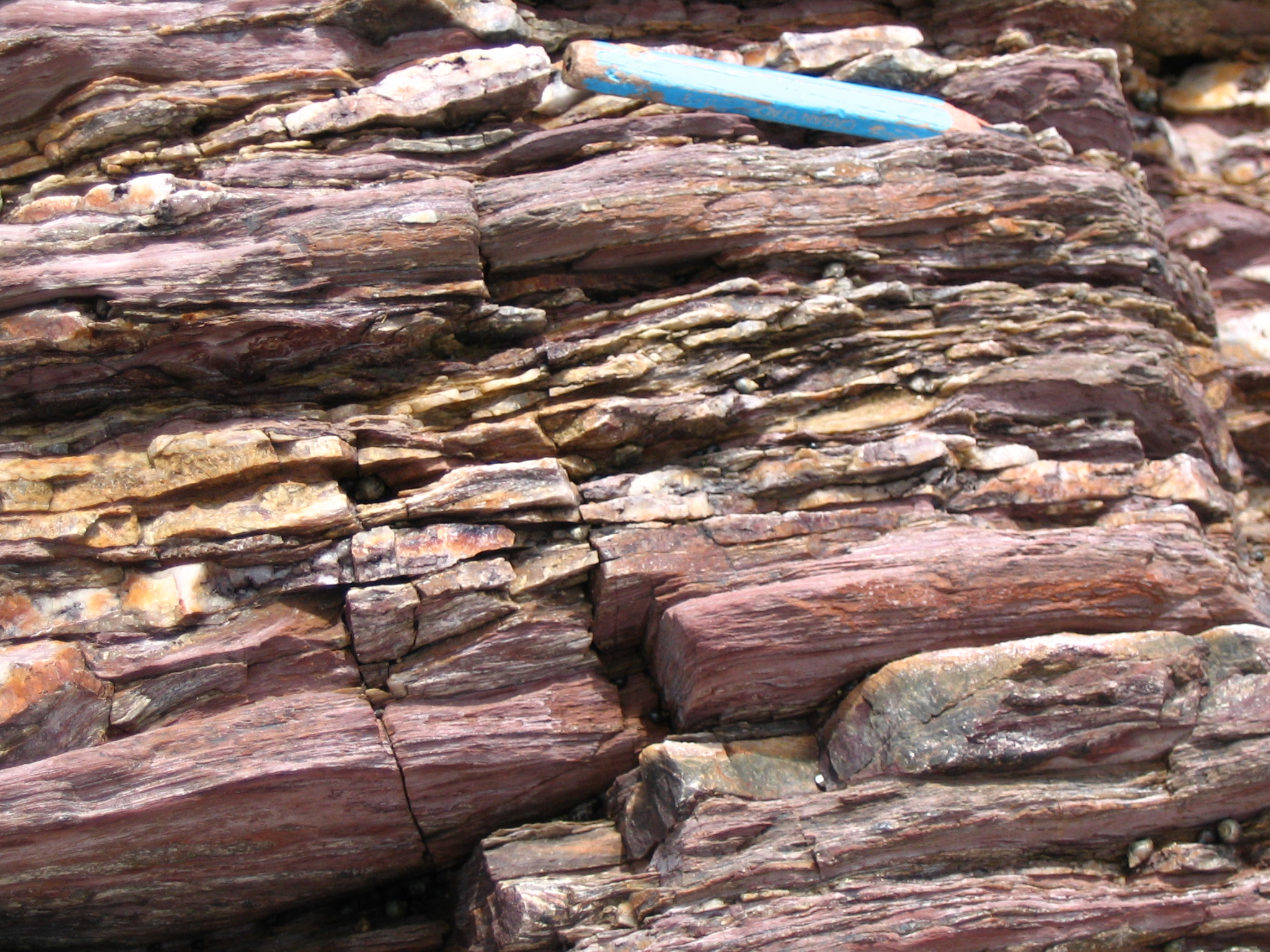
Schistes rouges, Vendée.

Cette dernière distinction est importante pour les ingénieurs pétroliers et gaziers car une roche métamorphique ne peut pas contenir une quantité significative d'hydrocarbures puisque la température lors de la formation de ces roches dégrade ce type de molécules. Il serait donc plus précis de parler de gaz de shale bien que le terme gaz de schiste ait été popularisé.
Pour ajouter à la confusion, on emploie souvent le terme d'ardoise pour désigner le schiste — l'ardoise étant un type de schiste métamorphique à grain fin.
« Divers termes plus ou moins équivalents sont utilisés pour désigner ce que l'on appelait autrefois des « schistes » ou des « schistes argileux ». Ainsi, on trouve les termes mudrock, mudstone, argilite, shale, siltstone, ardoise et phyllade. Le terme « schiste » est réservé aux roches métamorphiques ayant acquis une schistosité, ce qui est le cas des ardoises et des phyllades. ». Les mudstones sont semblables aux schistes mais ne sont pas fissiles.

## Le schiste argileux sédimentaire
Il s'agit d'une roche formée d'argile ayant sédimenté au fond d'une eau calme. Elle peut s'être formée en milieu marin, comme les schistes-carton datant du toarcien du sud de la France.

Les schistes argileux sont les seuls qui peuvent contenir des gaz combustibles : les gaz de schiste (également nommés gaz de shale dans certains milieux techniques).

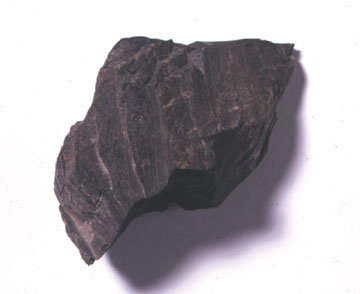
Un schiste.

Les géologues canadiens préfèrent utiliser le terme shale, le mot officiellement reconnu par Ressources naturelles Canada, pour parler spécifiquement de ce type de schiste, et utilisent habituellement le terme schiste pour parler du schiste métamorphique en accord avec l'usage aux États-Unis (ce qui explique que le terme schist gas soit pratiquement inexistant en anglais). En France, le mot shale est cependant considéré comme étant un anglicisme à éviter. Le terme schiste argileux est officiellement reconnu par le gouvernement français depuis le 22 septembre 2000, bien que la traduction littérale du mot « shale » soit le terme « marne », mais qui a un sens plus restreint en français, désignant les schistes sédimentaires argilo-calcaires.
Les argilites sont des roches détritiques qui ont sédimenté dans des eaux argileuses, elles sont composées d'argiles comme les micas, la kaolinite, l'illite, ou encore par exemple la montmorillonite. Elles peuvent contenir une proportion d'impuretés comme le quartz, typiquement avec une faible taille de grain, de l'ordre du silt/limon. C'est justement quand cette proportion de minéraux non-argileux est particulièrement grande (sans pour autant dépasser 50%), que le terme anglais "shale" est employé en français hors-Canada.
Les schistes d’alun sont des schistes argileux mêlés de pyrite de fer (FeS2) et de charbon. Leur couleur les fait classer dans les schistes noirs. Cette roche contient de l'alun, un sulfate double d'aluminium et de potassium - et non un mélange de sulfate de potassium et de sulfate d'aluminium - qui était naguère très utilisé en tannerie. Les schistes d’alun furent de 1500 à 1800 la principale source de sels d'alun. Plusieurs schistes d'alun présentent aussi des concentrations importantes d'autres sulfates comme le sulfate de cuivre ou le zinc.

## Le schiste métamorphique
Le schiste métamorphique provient d'une argile qui sous l'action de la pression et de la température présente un feuilletage régulier en plans parallèles : la « schistosité ». Le plan de schistosité est oblique à la direction d'aplatissement (la stratification). Deux épisodes de déformation de directions différentes conduisent à la formation de deux directions de schistosité différentes, et à la création de « frites » (morceaux de roche allongés, de section assez petite, typiquement 1 cm ou moins).
Seules quelques espèces d'arbres adaptés à ces conditions peuvent y évoluer. C'est le cas, par exemple, du bouleau pubescent, qui peut pousser dans un sol de ce type.[réf. nécessaire]
Parmi les schistes notables, l'ardoise, très plane et de schistosité marquée, se débite en fines dalles servant à la couverture des toitures. On peut aussi utiliser la lauze de schiste, plus épaisse. On parle de micaschiste dans le cas d'un métamorphisme de plus haut grade, qui conduit à la présence de micas blancs (muscovite) ou noirs (biotite) dans le plan de schistosité.

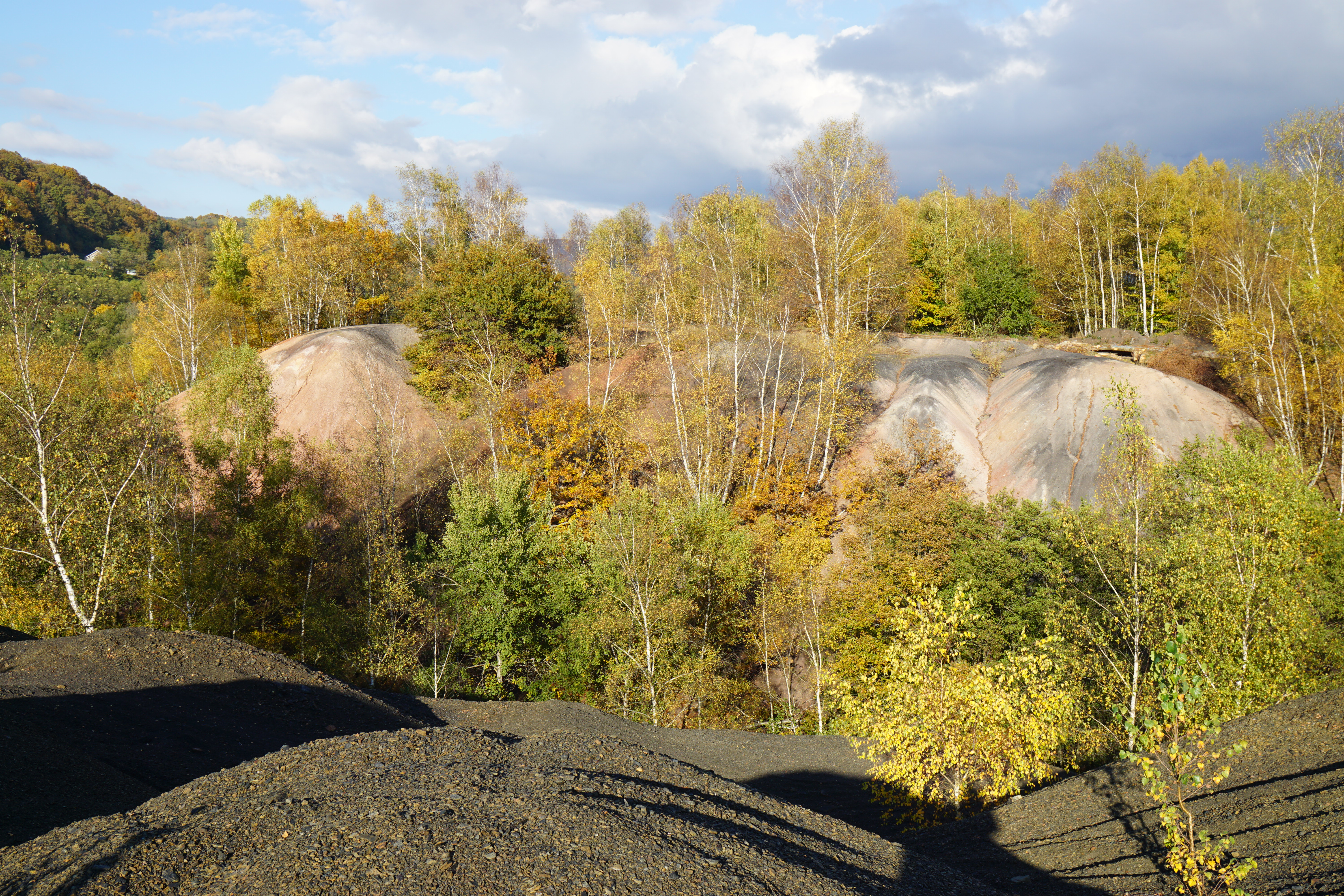
Le terril rouge de Ronchamp vu depuis un terril resté noir car n'ayant pas brûlé.

Les schistes tirés des terrils houillers (du Nord-Pas-de-Calais et de la Loire notamment), servent à la réalisation des assises de chaussées. Il en existe deux types :
- les rouges résultant d'une cuisson à l'intérieur de terrils entrés spontanément en combustion, ce qui leur a donné une meilleure résistance mécanique,
- les noirs, à l'état naturel, plus friables et plus gras.

Il existe aussi de la cornéenne, un autre type de schiste, obtenu par métamorphisme à partir de roches sédimentaires. Il se trouve souvent au contact d'intrusions magmatiques, par exemple en Normandie. On peut mentionner aussi les schistes phylliteux ou « phyllades » : roches de métamorphisme régional très finement écailleuses, de métamorphisme plus intense que les schistes ardoisiers. Les minéraux essentiels en sont la muscovite (de très petites dimensions) et le quartz. Les minéraux accessoires sont la biotite, les feldspaths, la chlorite, le graphite, les grenats. La matrice est donc fine mais peut parfois contenir des minéraux de grande taille. La couleur est généralement gris argenté et/ou verdâtre. Cette roche est parfois utilisée dans l'Antiquité au Nord-ouest du Pakistan, dans la sculpture du Gandhara.
Les schistes sont des types de sols appréciés dans la viticulture, on les rencontre notamment en Anjou, en Ardèche, dans le Roussillon et en Corse.

## La pierre noire, outil de dessin
La pierre noire est un schiste ampéliteux, utilisé par les charpentiers et les dessinateurs,
Au XVe siècle en Italie, en particulier, le schiste argileux à grain serré, était utilisé — sous le nom de pierre noire — à la manière d'un crayon qui donne un trait dont la teinte varie du noir au gris pour le rendu des modelés, des volumes et pour l'étude de la figure humaine.

## Constructions
Outre l'emploi de l'ardoise comme matériau de couverture ou de bardage, le schiste est utilisé comme moellon en maçonnerie (voir par exemple le château d'Angers).

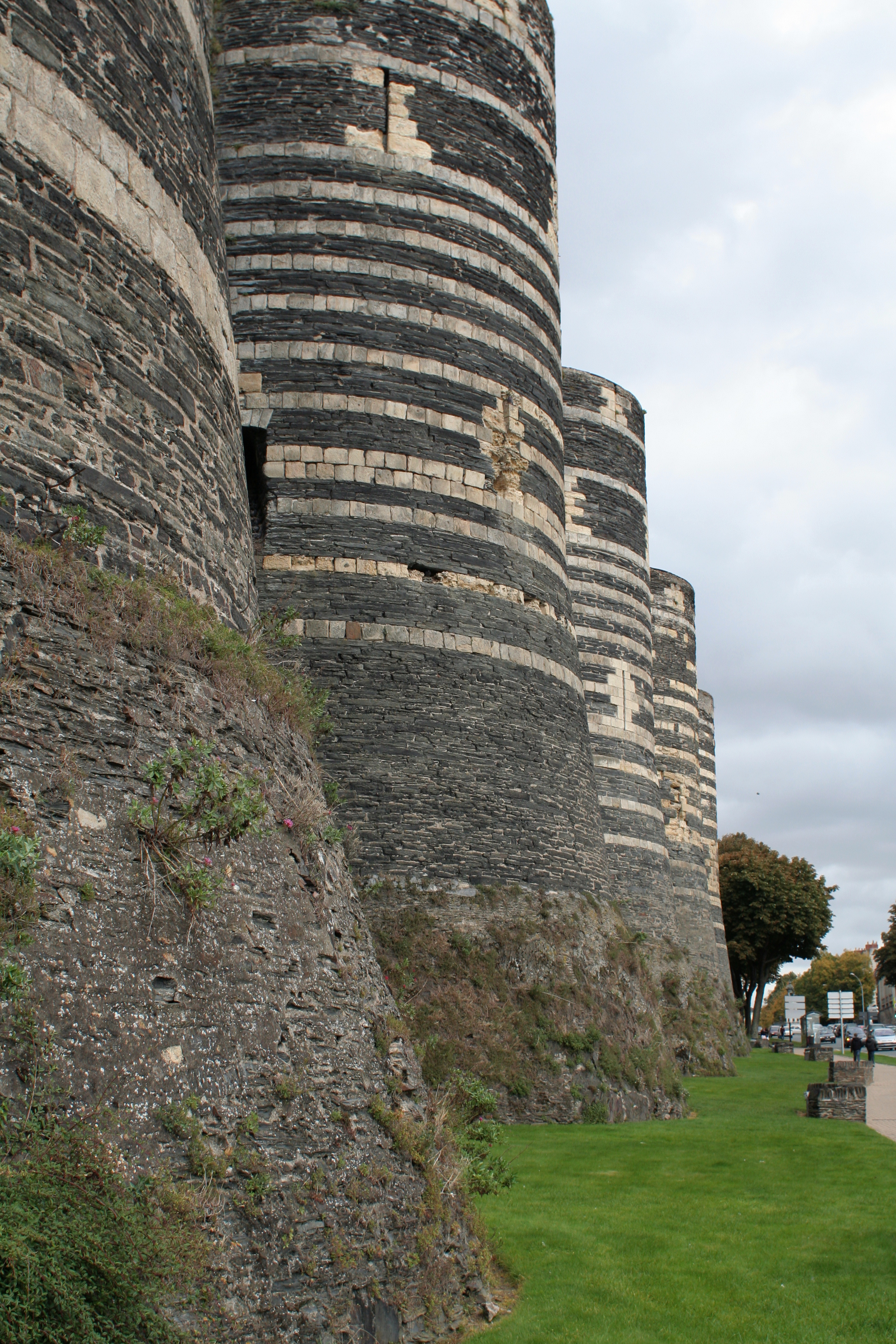
Le schiste utilisé en maçonnerie (château d'Angers).
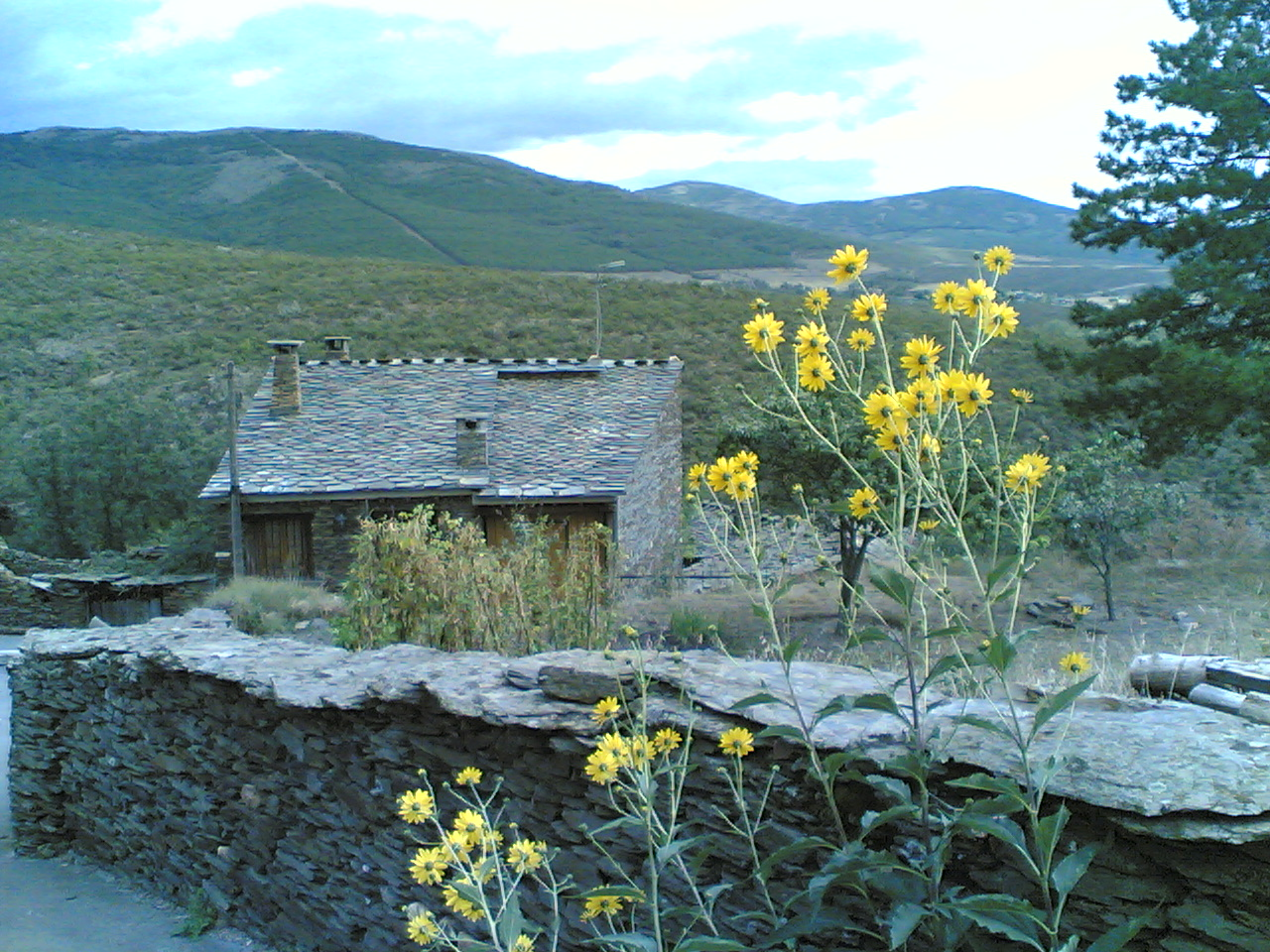
Muret et maison en schiste.